# Кинељ
Кинељ (рус. Кинель) град је у Русији у Самарској области. Према попису становништва из 2010. у граду је живело 34491 становника.

## Становништво
| 1939.  | 1959.  | 1970.  | 1979.  | 1989.  | 2002.  | 2010.  |
| ------ | ------ | ------ | ------ | ------ | ------ | ------ |
| 17.034 | 32.447 | 39.373 | 42.051 | 33.412 | 34.385 | 34.491 |